# Yusuke Chajima
Yusuke Chajima (født 20. juli 1991) er en japansk fodboldspiller, som spiller for den japanske fodboldklub JEF United Chiba.